# Winston Bakboord
Winston Bakboord (Rotterdam, 24 december 1971) is een voormalig Nederlands profvoetballer. Hij stond onder contract bij Excelsior, VVV, Helmond Sport en RBC Roosendaal.
Bakboord stond bekend als een aanvallend ingestelde speler die de hele linkerflank bestreek.

## Profstatistieken
| Seizoen         | Club            | Competitie      | Competitie | Competitie | Beker | Beker | Playoff | Playoff | Totaal | Totaal |
| Seizoen         | Club            | Competitie      | Wed.       | Dlp.       | Wed.  | Dlp.  | Wed.    | Dlp.    | Wed.   | Dlp.   |
| --------------- | --------------- | --------------- | ---------- | ---------- | ----- | ----- | ------- | ------- | ------ | ------ |
| 1992/93         | Excelsior       | Eerste divisie  | 10         | 2          | 1     | 0     | —       | —       | 11     | 2      |
| 1993/94         | Excelsior       | Eerste divisie  | 11         | 0          | 2     | 1     | —       | —       | 13     | 1      |
| 1994/95         | Excelsior       | Eerste divisie  | 30         | 3          | ?     | 0     | 6       | 0       | ??     | 0      |
| 1995/96         | VVV             | Eerste divisie  | 30         | 4          | 5     | 0     | 6       | 0       | 41     | 4      |
| 1996/97         | VVV             | Eerste divisie  | 33         | 1          | 4     | 0     | 5       | 0       | 42     | 1      |
| 1997/98         | VVV             | Eerste divisie  | 32         | 0          | 3     | 1     | —       | —       | 35     | 1      |
| 1998/99         | Helmond Sport   | Eerste divisie  | 34         | 0          | ?     | 0     | 6       | 0       | ??     | 0      |
| 1999/00         | Helmond Sport   | Eerste divisie  | 33         | 0          | ?     | 0     | —       | —       | ??     | 0      |
| 2000/01         | RBC Roosendaal  | Eredivisie      | 29         | 0          | ?     | 0     | —       | —       | 0      | 0      |
| 2001/02         | RBC Roosendaal  | Eerste divisie  | 30         | 0          | ?     | 0     | ?       | 0       | ??     | 0      |
| Carrière totaal | Carrière totaal | Carrière totaal | 272        | 10         | 0     | 2     | 0       | 0       | ???    | 12     |